# Erik Nilsson-Mankok
Erik Nilsson-Mankok, född 8 juni 1908 i Ytterlännäs församling, död 16 oktober 1993 i Saxnäs, Vilhelmina, var en svensk-samisk författare och debattör. Han var son till renskötaren Hans Magnus Nilsson i Vilhelmina södra sameby, en av pionjärerna inom den samiska föreningsrörelsen, och hans hustru Anna Kristoffersdotter.

## Biografi
Efter en kort skolgång började Erik Nilsson-Mankok arbeta som dräng inom renskötseln i Vilhelmina. Som vuxen tog han studenten som privatist efter studier på Hermods. Mer än 40 år gammal skrev han in sig vid Uppsala universitet, där han avlade filosofie kandidat-examen. Därefter återvände han till renskogen, samtidigt som han inledde ett egensinnigt författarskap, hela tiden utgivet på eget förlag. 
Debutboken Mitt lassokoppel (1962) behandlar rendrängens vardag och kan sägas vara den första samhällsromanen från samisk miljö, och den genomsyras av klassmedvetenhet. U-land i norr (1966) är en debattskrift som argumenterar för särskilda samiska ”areor” som enda alternativ till utplåning. Infryst breddgrad (1968) är åter en roman, men med vass kritik mot samernas egna organisationer, som enligt Mankok bara företrädde "renkulakerna" (renägarna). 
Erik Nilsson-Mankok lade själv ned mycket kraft på att organisera de samer som han kallade för "de differentierade", det vill säga de som inte var med i samebyarna och som genom rennäringslagstiftningen avskilts från samernas gamla jakt- och fiskerättigheter. Ibland har han kallats för de icke-renskötande samernas chefsideolog.
Under slutet av sitt liv ägnade Erik Nilsson-Mankok mycket tid åt att dokumentera sitt eget modersmål, Vilhelmina-Vefsen-dialekten av sydsamiska. Han var inte alltid överens med universitetens forskare, vars behandling av språket skilde sig från hur det användes i vardagen. 